# Podophylle pelté
Podophyllum peltatum
Espèce
Le Podophylle pelté, ou Podophylle d'Amérique ou encore Pomme de mai (Podophyllum peltatum), est une espèce de plantes à fleurs de la famille des Berbéridacées. C'est une plante herbacée vivace qui pousse en Amérique du Nord.

## Distribution
On retrouve le Podophylle pelté aux États-Unis, du Texas à la Floride jusqu'au Minnesota et au Maine.
Au Canada, on retrouve la plante en Nouvelle-Écosse, au sud de l'Ontario et au sud du Québec. Au Québec, on ne retrouve cette plante qu'au sud-ouest de Trois-Rivières, notamment sur la colline d’Oka et sur le mont Royal. Elle a été désignée menacée par le gouvernement du Québec.

## Utilisation
Ses fruits sont comestibles.
Cette plante était utilisé il y a 100 ans pour ses propriétés verrucides[réf. nécessaire].
La podophyllotoxine, lignane que l'on trouve dans les racines de la plante, est utilisé pour le traitement des condylomes génitaux.

## Toxicité
Toute la plante est toxique, sauf le fruit mûr.
Le podophylle pelté contient de la podophyllotoxine, de l'alpha-peltatine et de la béta-peltatine (lignanes), des molécules toxiques. Il existe des molécules dérivées tels que la téniposide ou encore l'étoposide. leurs principes actifs sont les Glycosides[réf. nécessaire].

## Galerie

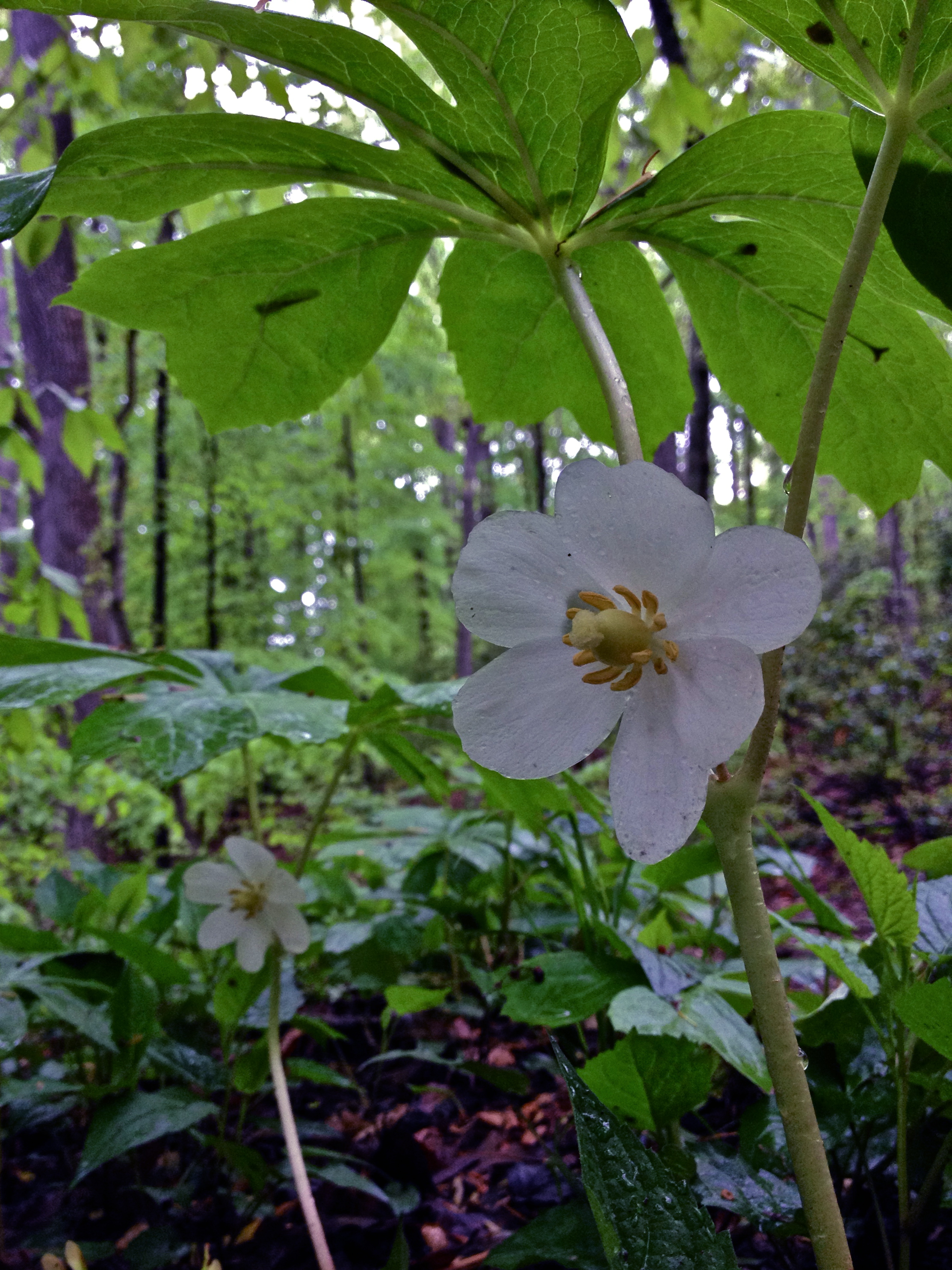
Fleur du podophylle pelté.
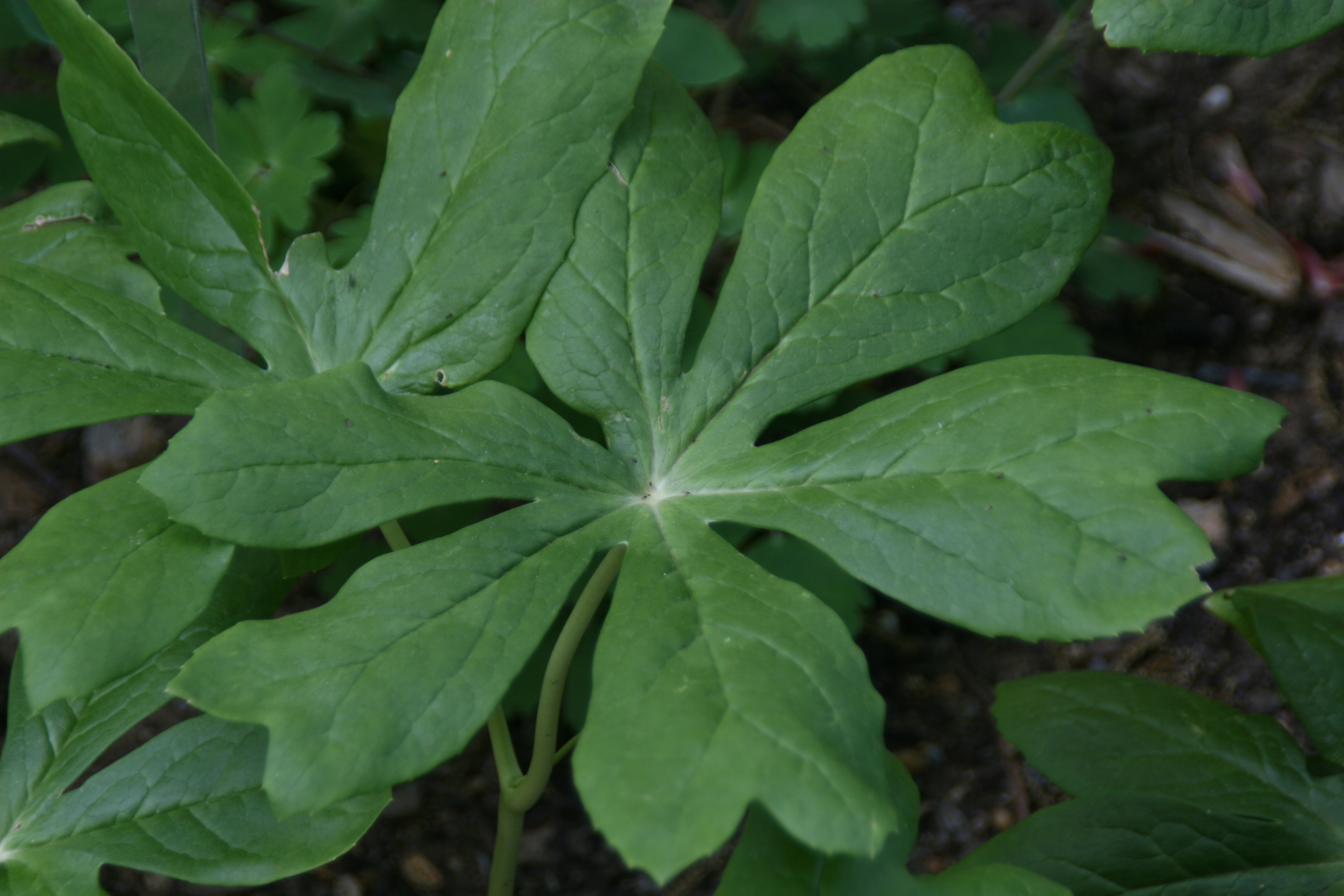
Feuille du podophylle pelté.
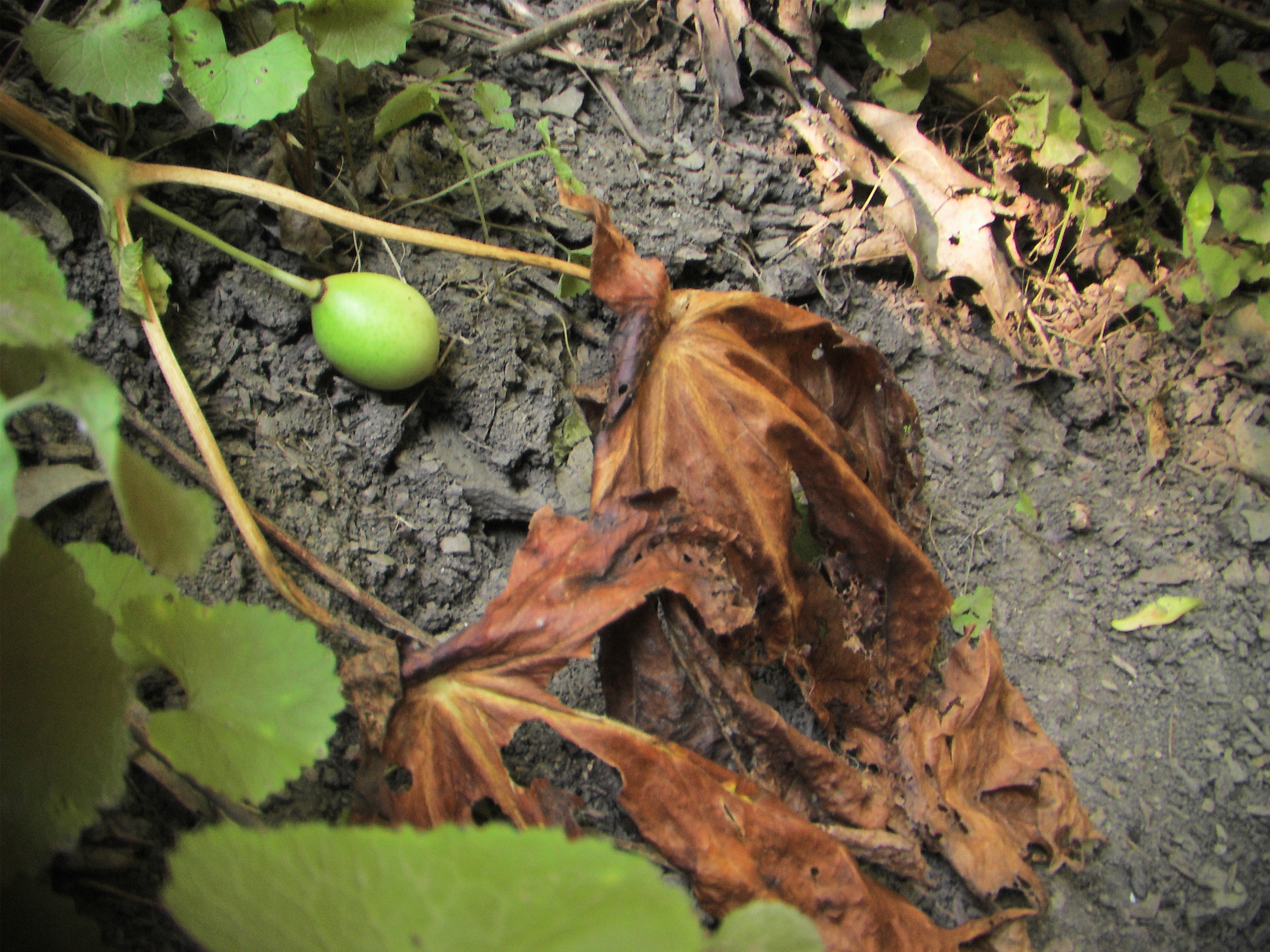
Fruit du podophylle pelté.